# Glenne Headly
Glenne Aimee Headly, född 13 mars 1955 i New London, Connecticut, död 8 juni 2017 i Santa Monica, Kalifornien, var en amerikansk skådespelare. Headly har bland annat medverkat i Rivierans guldgossar (1988), Dick Tracy (1990) och Herr Hollands opus (1995). 

## Filmografi i urval
- 1985 – Kairos röda ros
- 1987 – Den perfekte mannen
- 1987 – Nadine - skottsäker kärlek
- 1988 – Rivierans guldgossar
- 1990 – Dick Tracy
- 1993 – And the Band Played On
- 1995 – Herr Hollands opus
- 1996 – Sgt. Bilko
- 1996 – Två dagar i L.A.
- 1996–1997 – Cityakuten (TV-serie)
- 1998 – Arkiv X: Fight the Future
- 2001 – Den galna jakten på ringen
- 2003–2006 – Monk (TV-serie)
- 2004 – Tonårsliv
- 2004 – Eulogy
- 2008 – Grey's Anatomy (TV-serie)
- 2008 – CSI: Crime Scene Investigation (TV-serie)
- 2017 – Future Man (TV-serie)